# African Methodist Episcopal Church
African Methodist Episcopal Church (gewöhnlich als AME Church bezeichnet) ist eine christliche Kirche in der methodistischen Tradition, die zwischen 1794 und 1816 gegründet wurde und deren Mitglieder überwiegend Afroamerikaner sind. Sie ist nicht mit der African Methodist Episcopal Zion Church (AMEZ) oder der Christian Methodist Episcopal Church (CME) zu verwechseln. Die AME Church hatte im Jahr 2020 über 2,5 Millionen Mitglieder in etwa 7.000 Kirchgemeinden, die sich auf Nordamerika (2,1 Millionen), die Karibik (15.000), Schwarzafrika (375.000), Guyana und Großbritannien verteilen. Die Hauptquartiere befinden sich in Washington, D.C., Nashville und Memphis, Tennessee.

## Geschichte
Die Kirche ging aus der Free African Society (FAS) hervor, die von dem ehemaligen Sklaven Richard Allen aus Delaware, Absalom Jones und einigen weiteren Personen 1787 in Philadelphia, Pennsylvania gegründet wurde. Weil sie die Diskriminierung von Afroamerikanern in den methodistischen Gemeinden nicht mehr hinnehmen wollten, gründete Absalom Jones am 17. Juli 1794 die St. Thomas African Episcopal Church, und er wurde der erste schwarze Methodistenpastor in den USA. Nur zwölf Tage später, am 29. Juli 1794, wurde die Bethel AME mit Allen als Pastor ins Leben gerufen. Er wurde 1799 vom ersten Methodistenbischof der USA, Francis Asbury, ordiniert. Nachdem er 1807 und 1815 die Eigenständigkeit seiner Gemeinde gerichtlich durchgesetzt hatte, gründete er 1816 die AME Church als Vereinigung anderer afroamerikanischer Gemeinden und wurde von Francis Asbury als erster Bischof eingesetzt. Nebst Allen gehörten auch William Paul Quinn, Daniel A. Payne und Henry M. Turner zu den führenden Personen der neu gegründeten Kirche.
Die wöchentlich erscheinende Zeitschrift The Christian Herald wurde 1848 an der Generalkonferenz in Philadelphia gegründet und war das älteste afroamerikanische Magazin der Vereinigten Staaten. Sie wurde von Reverend Augustus R. Green in Pittsburgh herausgegeben, kostete ein Dollar und fünfzig Cents pro Jahr und wurde 1852 in The Christian Recorder umbenannt. Infolge der Ausbreitung der Kirche wurden 1886 weitere Zeitschriften The Western Christian Recorder und The Southern Christian Recorder ins Leben gerufen, die 1984 wieder in den The Christian Recorder integriert wurden. Im 21. Jahrhundert erscheint diese kirchliche Zeitschrift auf fünf Kontinenten, in 39 Ländern und auch online und thematisiert die weltweiten Anliegen der AME Church.
Die African Methodist Episcopal Church breitete sich zunächst in den Städten an der Nordostküste und im Mittleren Westen aus, hatte aber auch schon vor der Mitte des 19. Jahrhunderts erste Gemeinden in den Südstaaten und an der Westküste der USA. Unter Bischof Morris Brown wurde auch in Kanada die Kirche mit ihrer üblichen jährlichen Konferenz etabliert. Nach dem Amerikanischen Bürgerkrieg wuchs sie besonders stark in den ehemaligen Konföderierten Staaten, und 1880 hatte die Kirche über 400.000 Mitglieder.
Ab 1891 gründete sie unter Bischof Henry M. Turner Ableger in Liberia, Sierra Leone und Südafrika. Erst gut hundert Jahre später konnte die Kirche auch in Angola, Rwanda, Burundi, Uganda, Kongo, Elfenbeinküste, Togo und Benin neue Kirchen ins Leben rufen.
Verschiedene Bischöfe und Theologen wie Benjamin W. Arnett, Benjamin T. Tanner, James H. Cone, Cecil W. Cone und Jacqueline Grant kritisierten bereits ab dem 19. Jahrhundert die weiße und westliche Vorherrschaft in christlichen Kirchen und Ausbildungsstätten. Die Wilberforce University, gegründet 1863, und drei weitere theologische Seminare in den USA sind mit der AME verbunden. 1995 konnte die African Methodist Episcopal University in Liberia gegründet werden.
Im Jahr 2000 wurde mit Vashti Murphy McKenzie die erste Frau als Bischöfin ordiniert. Im Jahr 2012 wurde die volle Kirchengemeinschaft mit der United Methodist Church und weiteren afroamerikanischen Kirchen vollzogen, so auch mit der African Methodist Episcopal Zion Church.
In der Mother Emanuel African Methodist Episcopal Church in Charleston in South Carolina fand am 17. Juni 2015 ein Attentat statt, dem neun Menschen, darunter der Gemeindepastor und Politiker Clementa Pinckney, zum Opfer fielen.
Im Jahr 2015 hat die AME Church über 2 Millionen Mitglieder in 6.000 Gemeinden in 39 Ländern auf fünf Kontinenten. Fünf Jahre später, im Jahr 2020, waren es bereits über 2,5 Millionen Mitglieder in 7.000 Kirchgemeinden.

## Glaubensbekenntnis
Das Motto der AME Church lautet: Gott ist unser Vater, Christus unser Erlöser, der Heilige Geist unser Tröster, die Menschheit unsere Familie (englisch: God Our Father, Christ Our Redeemer, the Holy Spirit Our Comforter, Humankind Our Family). Die Kirche unterscheidet sich in der Lehre und in den Strukturen kaum von anderen methodistischen Kirchen. Ihre Bekenntnisgrundlage sind das Apostolische Glaubensbekenntnis und die Fünfundzwanzig Artikel (englisch: Articles of our Faith), die auch in der Evangelisch-methodistischen Kirche anerkannt sind. Denn sie hat sich aufgrund der ethnischen und praktischen Diskriminierung der Afroamerikaner 1816 definitiv von der Methodist Episcopal Church abgespalten und nicht aufgrund von grundlegenderen christlichen Glaubenslehren. In den Glaubensartikel werden zuerst Aussagen über den dreieinigen Gott, das menschgewordene Wort, die Auferstehung des Christus, den Heiligen Geist und die Bedeutung der Bibel für die Erkenntnis der Rettung gemacht. Des Weiteren wird über die Bedeutung des Alten Testaments, den Ursprung der Sünde, den freien Willen, die Rechtfertigung durch den Glauben und die Werke gesprochen. Ebenso werden das Kirchenverständnis, die Sakramente der Taufe und des Abendmahls, die Heirat der Diener am Wort, die Riten und Zeremonien des Gottesdienstes und die Rolle des Staates Amerikas entfaltet.

## Leitungsstruktur
Wie beim Hauptstrom des amerikanischen Methodismus ist auch die Kirchenverfassung der AME Church stark episkopal geprägt. Seit dem offiziellen Gründungsjahr 1816 und bis zum Jahr 2023 wurden insgesamt 314 Bischöfe eingesetzt. Ab dem Jahr 2000 wird auch Frauenordination in der AME praktiziert. Im Jahr 2024 leiten 21 Bischöfe, die auf Lebenszeit von der Generalkonferenz gewählt werden und in der Regel bis zum Alter von 73 Jahren im Amt bleiben, ihre Distrikte gemeinsam mit einer jährlich tagenden Konferenz, die sich paritätisch aus Geistlichen und gewählten Laien zusammensetzt. Da die Generalkonferenz nur alle vier Jahre zusammenkommt, hat auch der Bischofsrat eine entscheidende Funktion. Neun administrative Direktoren (englisch: General Officers) leiten die Departemente der Kirche.

## Ökumene
Die African Methodist Episcopal Church ist Mitglied im Weltrat methodistischer Kirchen und im Weltkirchenrat. Ihre Mitgliedschaft in Churches Uniting in Christ hat die AME seit 2009 ruhen lassen.

## Bischöfe
- Adam Jefferson Richardson, Jr. (N° 115, 10. Distrikt, bis 2024)
- Wilfred Jakobus Messiah (N° 120, bis 2028)
- Paul Jones Kawimbe (N° 121, 14. Distrikt, bis 2036)
- James Levert Davis (N° 123, 2. Distrikt, bis 2028)
- David Rwhynica Daniels, Jr. (N° 124, 17. Distrikt, bis 2032)
- Samuel Lawrence Green, Sr. (N° 125, 7. Distrikt, bis 2036)
- E. Earl McCloud, Jr. (N° 127, 3. Distrikt, bis 2028)
- Jeffrey Nathaniel Leath, Ecumenical & Urban Affairs (N° 128, bis 2032)
- Julius Harrison McAlister, Sr. (N° 129, 1. Distrikt, bis 2024)
- John Franklin White, Sr. Office of Ecumenical Affairs (N° 130, 4. Distrikt, bis 2024)
- Clement W. Fugh (N° 131, 5. Distrikt, bis 2024)
- Reginald T. Jackson (N° 132, 6. Distrikt, bis 2028)
- Harry Lee Seawright (N° 133, 9. Distrikt, bis 2032)
- Michael Leon Mitchell (N° 134, 12. Distrikt, bis 2036)
- E. Anne Henning-Byfield (N° 135, 13. Distrikt, bis 2024)
- Ronnie E. Brailsford Sr. (N° 136, 19. Distrikt, bis 2032)
- Stafford N. T. Wicker (N° 137, 8. Distrikt, bis 2036)
- Frank Madison Reid III (N° 138, 11. Distrikt, bis 2024)
- Silvester S. Beaman (N° 139, 15. Distrikt, bis 2036)
- Marvin Clyde Zanders II (N° 140, 16. Distrikt, bis 2040)
- Francine A. Brookins (N° 141, 18. Distrikt, bis 2048)
- Frederick Allen Wright (N° 142, 20. Distrikt, bis 2032)

## Ehemalige Bischöfe
- Frederick Calhoun James (N° 93)
- Frank Curtis Cummings (N° 95)
- Philip Robert Counsin, Sr (N° 96)
- Henry Allen Belin, Jr. (N° 104)
- John Richard Bryant (N° 106)
- Robert Vaughn Webster (N° 110)
- William Phillips DeVeaux, Sr. (N° 113)
- Theodore Larry Kirkland (N° 114)
- Richard Franklin Norris (N° 116)
- Vashti Murphy McKenzie (N° 117)
- Gregory Gerald McKinley Ingram (N° 118)
- Preston Warren Williams, II (N° 119)
- Carolyn Tyler Guidry (N° 122)[15]